# إليوشن إل-62
الطائرة إليوشن إل-62 (لقب تعريف الناتو: كلاسيك Classic) هي طائرة ركاب سوفيتية طويلة المدى من تصميم شركة إليوشن وهي استكمال لسابقتها الطائرة المشهورة إليوشن إل-18. بسعتها التي تصل إلى 200 راكب، كانت الطائرة إل-62 أكبر طائرة ركاب نفاثة تحلق في الأجواء حين ظهورها في عام 1963. دخلت الخدمة لدي إيروفلوت في 15 سبتمبر 1967 على الخط موسكو - مونتريال. وكواحدة من الأربع تصاميم الرائدة (الثلاث الأخر هم بوينغ 707، فيكرز في سى 10، ودوغلاس دي سي-8) كانت الطائرة إليوشن إل-62 تستخدم من قبل الاتحاد السوفيتي ودول أخرى لعدة سنوات تاليه كطائرة ركاب قياسية طويلة المدي.
فقد كانت الطائرة الروسية الأولى ذات هواء مضغوط ومقطع بدن غير دائرى، والأولى في روسيا ايضًا بأبواب ركاب مريحة وبمقصورة ركاب تحتوى على ست مقاعد جنبًا إلى جنب (احتوت الطائرة توبوليف تو-114 على نفس ترتيب المقاعد).
عملت الطائرة في 30 دولة على مستوى العالم وبأكثر من 80 طائرة صدرت إلى خارج روسيا، والباقي اجر من قبل شركات في الجوار الروسي أو أوروبا. طور طراز من الأليوشن إل-62 خصيصًا للشخصيات الهامة VIP بمقصورة صالون. أصبح الطراز إل-62إم الأطول في مدة الخدمة في فئتها فقد خدمت لمدة تزيد عن 3 عقود. ونظرًا لتكلفة تشغيلها العالية بالمقارنة بالطائرات الأخرى الأحدث في فئتها، فإن اعداد الطائرة العاملة قد تدنى بعد الركود العالمي في 2008. وأيضًا لأنها لا تستوفي إلى شروط ومعايير الضوضاء الناتجة عنها. طائرات إنتاج إليوشن التالية لها كانت ذات بدن اوسع مثل إليوشن إل-86وإل-96 ولكنهم لم يصدروا بكثرة إلى دول العالم المختلفة.

## معرض صور

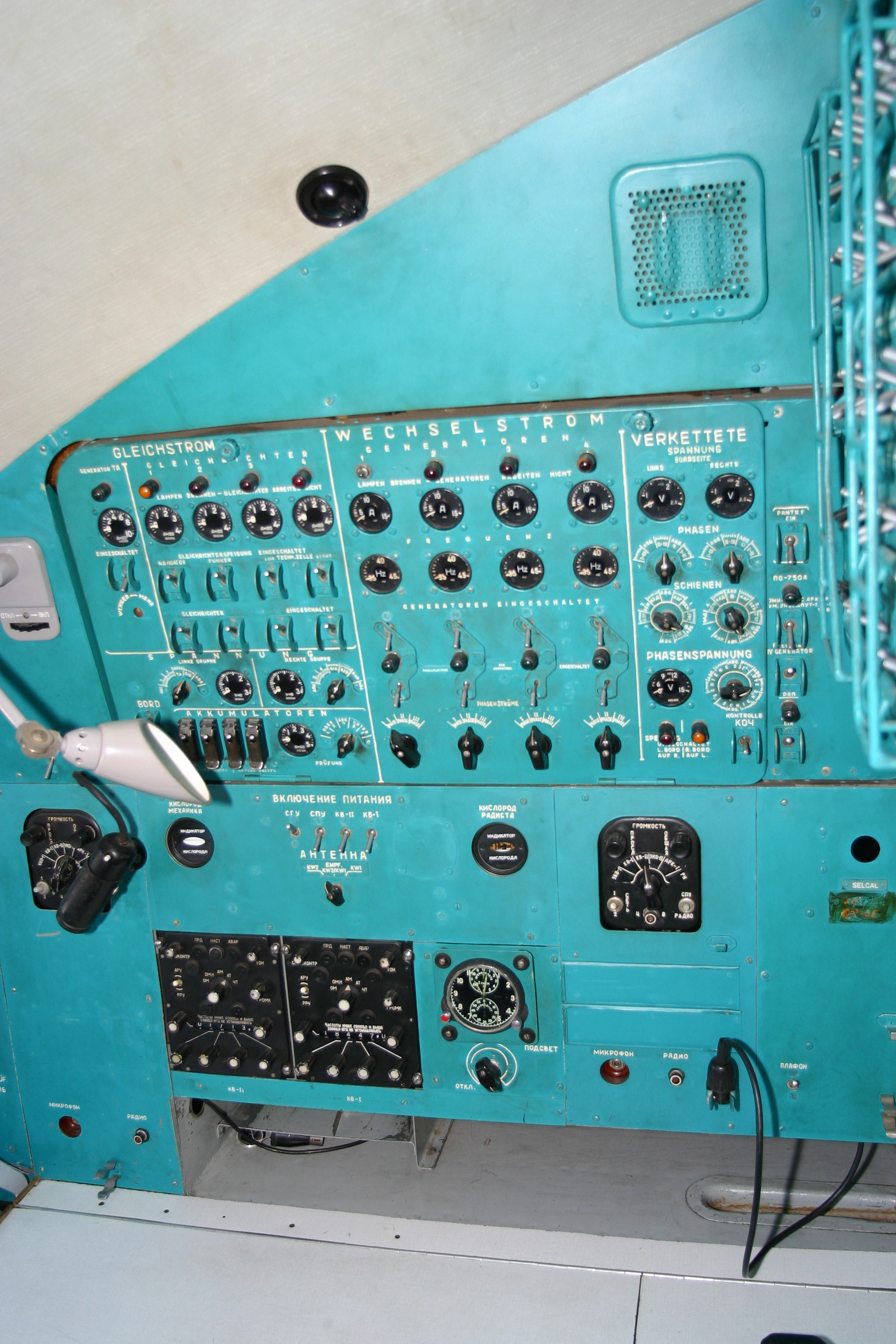
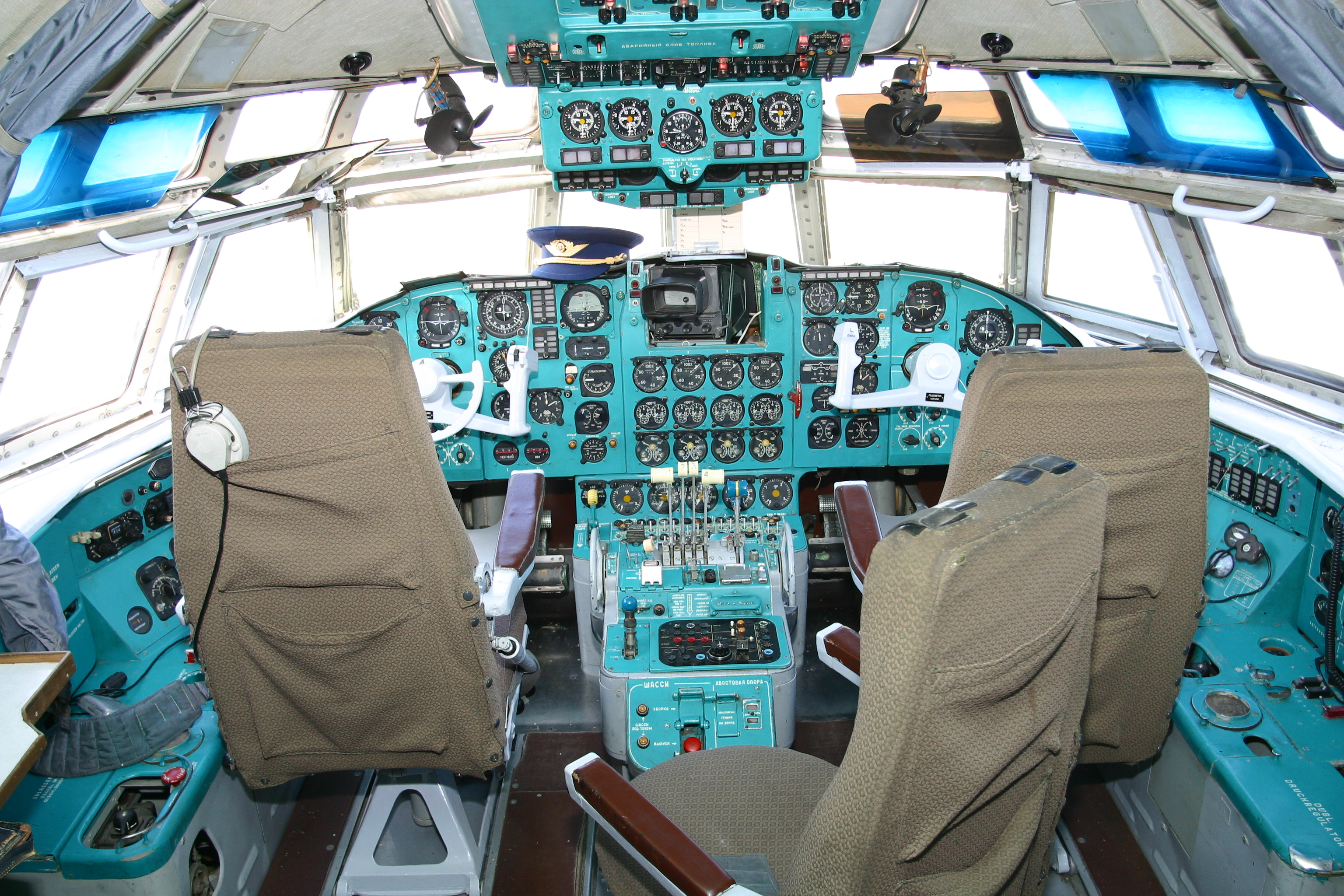
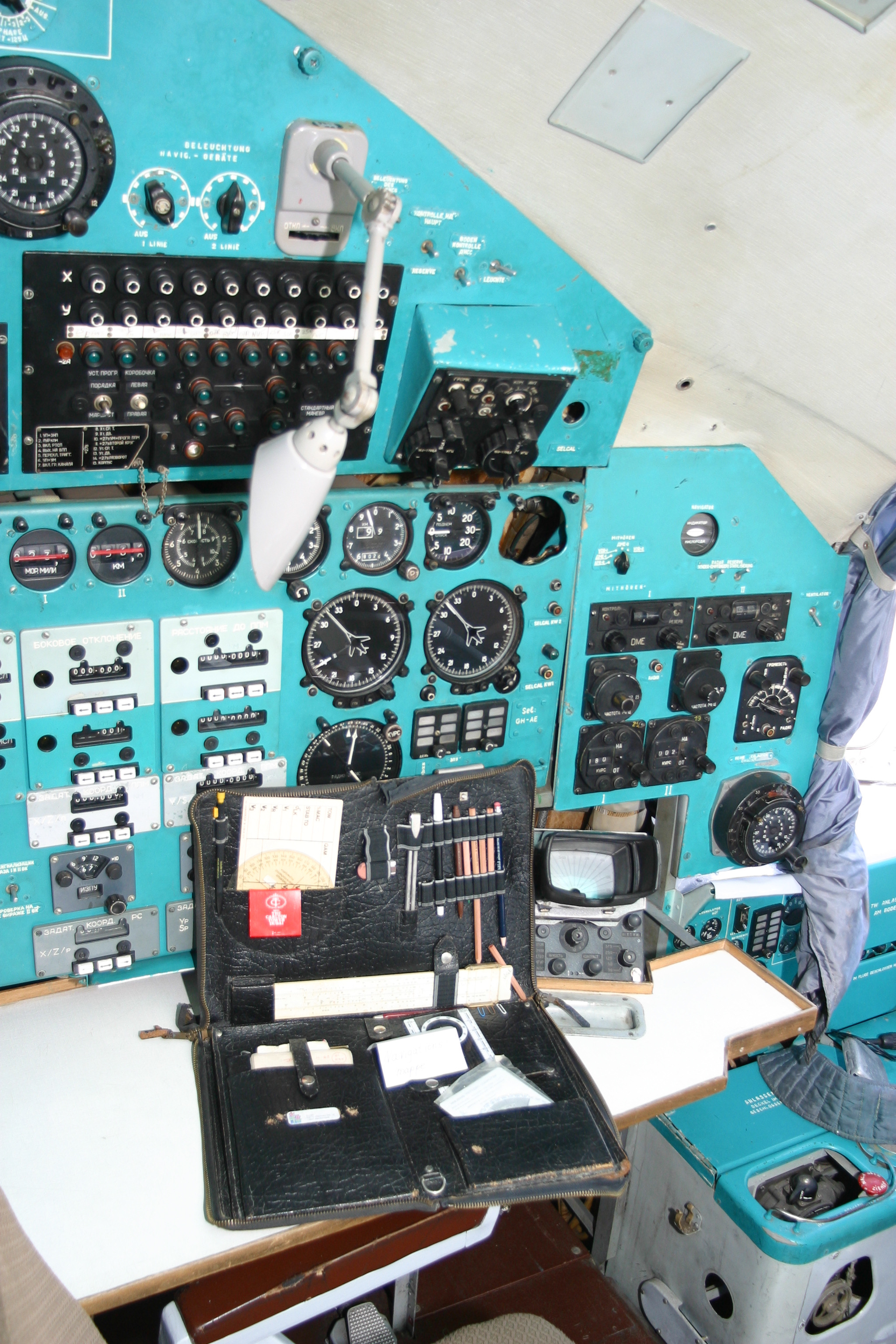
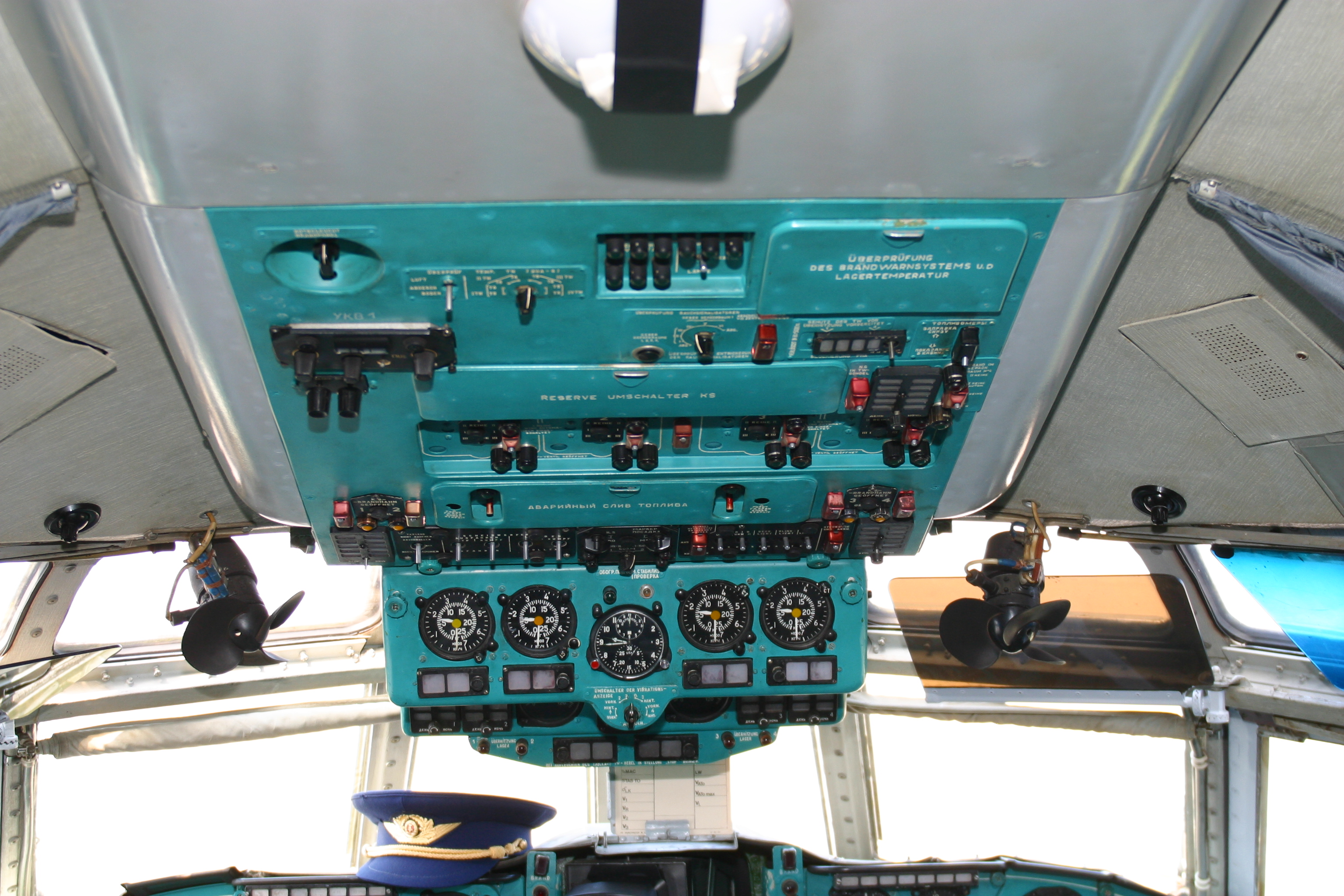

## انظر ايضًا
- فيكرز في سى 10
- بوينغ 707
- توبوليف تو-114
- لوكهيد إل-1011 تراى ستار